# Simon mágus (film)
A Simon mágus egy 1999-ben bemutatott 35 mm-es színes magyar játékfilm.

## Történet
|  | Alább a cselekmény részletei következnek! |

A film izgalmas nyelvi szituációra épít. Magyarországról hívnak egy parafenomént, hogy a francia rendőrség segítségére legyen egy gyilkossági ügyben. Ezért indul útnak, ezért száll vonatra Simon, de mikor megérkezik, már egészen más dolgok foglalkoztatják. Az igazi cél, amiről induláskor még nem tudhatott, már a pályaudvaron várja…
A csoda Enyedi Ildikó filmjeiben mindig természetes könnyedséggel szerepel. Gondolhatunk itt a csilingelően beszélgető csillagokra, vagy a képbe beugró nyuszira. Ebben a filmben a csoda a mágus személyével kapcsolódik össze, aki ezt tulajdonságként, természetes adottságként éli meg. A csodát a nézőnek pedig bizony el kell fogadnia, mert anélkül elveszíti a film a célját, ahogy Lars von Trier harangjai az égben. A kérdés inkább az, hogy mit tartunk az igazi csodának…
Az első jelenet egy hajnali sötétben pihenő szoba képét tárja elénk. Éles telefoncsöngés. A megbízás Párizsba szólít, ahol egy gyilkosság történt. Simon elutasítja a repülőt, vonattal akar menni. Ennek vajon mi a jelentősége? Az út meghatározza az érkezést, az érkezés az pedig a célt. Kire utal Simon mágus alakja, és mi miatt nem lehet repülőre szállnia, később pedig levitálnia? „Simon az Újszövetség szerint nem a természetfeletti adomány megszerzéséért, hanem továbbadásának képességéért ajánl pénzt az apostoloknak. Péter ezt úgy fogja fel, és kanonizált átkában úgy formálja meg, hogy Simon pénzen akart venni ajándékot, méghozzá annak az ajándékát, aki azt ajándékoz csak meg, akit akar. Ez az az átok, amely Péter tetteit csodákká, Simonéit pedig »mágiává« kanonizálta. Egyházjogi szempontból ő a névadója a szimónia bűntettének, az egyházi rangok és méltóságok áruba bocsátásának.” (Filmvilág 1999/10) Péter apokrif iratai továbbá leírják, hogy Simon a „város kapuja fölött repülve” érkezik meg. Ennek az ősi történetnek az utalásait több helyen leleplezhetjük a film során, bár a szereplők mintha meg lennének cserélve. Itt a filmbeli Péter az, aki a csodából mutatványt, magából sztárt próbál csinálni. Ez a bibliai utalás gazdagabbá és többrétegűvé teszi ugyan a filmet, de a lényeget nem biztos, hogy itt kell keresni.
A lassan zakatoló vonat tempója jellemző lesz az egész filmre. Lassú, meghitt, szinte meditációs nyugalomban zajlanak az események. Az első találkozás az ügy francia képviselőivel, a prefektussal egy könnyed fricskába csap át. Az udvarias megbízók zavarba jönnek a csöppet sem misztikus mágus gyakorlatias készpénzigényen. A „Hogy utazott?” kérdésre még a kamera sem mozdítja meg a „fejét”, hogy megnézze, érkezik-e válasz. Az ügyön egyedül kezd „dolgozni”: ledől aludni a tett színhelyén. Az alvás különös szerephez jut a filmben. Minden esetben a megoldás vagy az átalakulás kapuja. A délutáni napfény hozza az ébredést, s egyben rávilágít a bűntény megoldására.
Péter egy éjszakára fogadja be, s később aludni vonul el, hogy felkészüljön a nagy kísérletre, ahol majd szintén csak aludni tér a föld alá. Az önjelölt tanítvány számára is a bódult, alkoholos álom hozza a döntést, hogy felkeresse azt, aki talán majd válaszol mindarra, amire neki nem sikerült választ találnia.
Ha megpróbáljuk felidézni a filmben elhangzó párbeszédeket, döbbenten tapasztalhatjuk, hogy egyetlen hosszabb, harmonikus és kétoldalú szöveg sem hangzik el. A főszereplő számára idegen a nyelvi közeg, így a legtöbb párbeszéd egy harmadik személy, a tolmácsnő segítségével történik. Persze igazán fontos ilyenkor sem hangzik el. Nem is hangozhat, hiszen ez érezhetően egy sérült kommunikáció. Zavarba ejtő, olykor komikus jelenetek példázzák ezt a közvetettséget. A kedves Lizácska zavarba jön, mikor Simon bókol neki, vajon mit kéne fordítania? De hasonló a fiatalember zavara is, aki a világ értelméről és egyéb személyes, ám magasröptű kérdésekről kíván társalogni. Hogyan is lehetne ilyen fontos dolgokat másodszájból, készen kapva megérteni? Persze a mágus elutasítása minden kérdést kizár. Pár őszinte mondat talán csak akkor hangzik el, mikor Liza próbál tanácsot kérni a tudásszomjban úszó fiatalembertől.
Furcsamód akkor is értetlenséget érzünk, amikor a konkurens mágusok magyarul beszélnek. Nem értik egymást, mert nem egyfelé tartanak és más a stílusuk. A luxusautóból kitekeredő fej (Péteré) próbál először kapcsolatba lépni a felbukkanó ismerőssel. Egyikőjük egy társadalmi szimbólum kereteibe zárva, a másik szabadon sétálgatva halad. Közöttük világító reklámok, buszmegállók és az a mérföldes hozzáállásbeli különbség, mely bejárhatatlannak látszik. Péter „showman”. Tanul és gyakorol, a produkció sikere a fő cél. Egyre nagyobb, látványosabb és egyedülállóbb mutatványokra készül. Nála a csodák felépítettek, megtervezettek és egy kicsit szánalmasak.
Ezzel szemben a másik: tud. A csoda számára nem fáradságos munka, hanem élete része. Nem arra áldozza idejét, hogy csodát hozhasson létre. Csak próbál előre haladni, és közben együtt kell élnie képességeivel. A tudása mélyebbről fakad és nagyobb erővel bír, de nem pazarlódik látványosságokra. Kerüli a felhajtást, hatása pedig gyógyító, megbékítő. Péter tisztában van a különbségekkel, mégis féltve őrzi büszkeségét („Hát én nem ebben utazom.”) Kapva kap a megmérkőzés esélyén, hiszen Simon jelenléte mindenképp erősíti a dicsfényt, ami várhatóan majd ráragyog.
Lírai jelzése a különbségnek a két ember monitor-képe. Péter vibrál, sípol és villog, Simon pedig csak áll csendesen, természetesen. Mindkét találkozásuk során Péter fennhangon magyaráz, domborítja teljesítményeit és elismerést próbál kicsikarni. Csak egyszer csillan fel a szeme. Simon segítséget kér tőle, s ő előzékenyen elárulná minden titkát, csakhogy a mester-tanítvány kapcsolat az ő javára szentesüljön. Mélységes csalódásként, szinte sértésként éli meg, hogy a másik „csak” pár francia szót kíván megtanulni. Nem is sejti, hogy a valódi csodát segítené… A lány jelenléte is természetes. Nem kell keresni, ott van már az első pillanatban. Hatással van Simonra, Simon pedig a kiabáló ellenőrökre. Egy kézcsók mégiscsak szívhez szólóbb…
A lány aztán eltűnik, más dolga van még mindkettőjüknek, de nem veszítjük őt szem elől, jelenléte folyamatos. Aztán az egyik kulcsjelenet következik a kicsiny kávézóban. Beszélgetésük szemkontaktusból, igen-nem válaszokból, egyoldalú fecsegésből és sok-sok félreértésből áll.
A lány fiatal és csinos. Szemei és széles mosolyba húzódó szája végtelenül kifejezőek. Ahogy mászkál ő is a városban, kívülállónak, függetlennek érezzük. Egyenrangú társa Simonnak, hiszen ő nem a csodatevőt, hanem a férfit látja benne. Itt fonódik össze a nagy párbaj és a háromnapos felkészülés a következő randevúra. Péter feltámadásról beszél, pedig őt csak a harmadik nap utáni ünneplés élteti. Meg sem hal, csak konzerválja magát egy termo takaró alatt, hogy aztán még nagyobb fényben úszva bújjon elő. Erőfeszítéseket tesz a feltámadás tréning keretein belül. A siker a cél. Simon más, ő unja a felkészülést, nem kér semmiből, csak lefekszik, kabátja gallérját felhúzza, mintha aludni készülne. De nála sokkal több történik. Szüksége van erre az elmerülésre, hogy végképp elbújjon a világ szeme elől, mint csodatevő. Meghal, hogy feltámadhasson egy másik minőségben, a nagyobb, teljesebb csoda reményében.
Míg a föld alatt nyugszik, álmot látunk. Simon egy kapu felől jön, majd a lány rohan felé, a távolban fény. A halál kapuját járta meg a szerelemért? A csoda megtörténik, a föld megmozdul. Az igazolást pedig a felragyogó szempár adja, mely többet lát, mint mi. De nekünk elég ez a szempár, ez a mosolyba húzódó száj. A zárás olyan gazdag mondanivalóval bír, mint Truffaut ifjú szereplőjének kétséges jövőképe egy tekintetbe vésve. De itt a vég mást mond, egy kezdetről beszél, hiszen „Harmadnapra legyőzte a halált./ Et resurrexit tertia die.” (Pilinszky János: Harmadnapon)
|  | Itt a vége a cselekmény részletezésének! |

## Szereplők
| - Andorai Péter – Simon - Julie Delarme – Jeanne - Halász Péter – Péter - Hubert Koundé – Paul - Nagy Mari – tolmács - Hervé Dubourjal – prefektus - Serge Merlin – orvos - Daniel Merle – felügyelő - Harmati Gergely – egyenruhás nyomozó - Nicolas Woirion – ellenőr - Zoon – mentőorvos - Odéon – recepciós - Aurélie Guichard – riporter - Valerie Meynadier – riporter - Lou Guéhan – riporter - Benoit Cossard – újságíró - Emmanuel Layotte – férfi a liftben - Xavier Tocny – szemetes - Fabrice Figaro – szemetes | - Janine Souchon – nő a hírekben - Karine Patru – meztelen nő - Sandra Rémy – meztelen nő - Sébastien Guisset – skandináv férfi - Pascal Hude – rendőr - Pierre Chaillet – rendőr - Balogh Mihály - Patrice Fogué – riporter - Horváth György - Horváth Sándor - Lénárd Tibor - Nagy Sándor - Pál Ibolya – sofőr - Michel Soignet – biológus - Szűcs László - Tollasi Pál - Tóth László - Florent Vilse – nyomozó |

## Díjak
- 2001. – Mazottan Nemzetközi Filmfesztivál: a legjobb férfi alakítás díja Andorai Péternek
- 2000. – Corato Filmfesztivál: fődíj
- 2000. – Salerno Nemzetközi Filmfesztivál: a legjobb forgatókönyv díja Enyedi Ildikónak
- 2000. – Teherán Nemzetközi Rövidfilmfesztivál: a legjobb női alakítás díja Julie Delarme-nak
- 2000. – Teherán FAJR Nemzetközi Filmfesztivál: a legjobb női alakítás díja Julie Delarme-nak
- 2000. – Tromso Nemzetközi Filmfesztivál: Aurora-díj
- 2000. – Budapest Magyar filmkritikusok díja Enyedi Ildikónak, színészi alakításáért Andorai Péternek
- 1999. – Arcachon Női Rendezők Fesztiválja: a legjobb férfi alakítás díja Andorai Péternek
- 1999. – Magyar Filmszemle: rendezés díja Enyedi Ildikónak, operatőri díj Máthé Tibornak, a legjobb férfi alakítás díja Andorai Péternek
- 1999. – Locarnói Nemzetközi Filmfesztivál: FICC különdíj